# Lega giordana professionistica 2008-2009
La Jordan League 2008-2009 è stata la 59ª edizione della massima serie del campionato giordano di calcio. È stata disputata dall'11 settembre 2008 all'11 aprile 2009, e ha visto la vittoria dell'Al-Wehdat Sports Club, al suo undicesimo titolo.

## Classifica finale
| Pos. | Squadra           | Pt | G  | V  | N | P  | GF | GS | DR  |
| ---- | ----------------- | -- | -- | -- | - | -- | -- | -- | --- |
| 1    | Al-Wehdat         | 43 | 18 | 13 | 4 | 1  | 43 | 9  | +34 |
| 2    | Shabab Al-Ordon   | 41 | 18 | 13 | 2 | 3  | 37 | 16 | +21 |
| 3    | Al-Faisaly        | 39 | 18 | 11 | 6 | 1  | 34 | 13 | +21 |
| 4    | Al-Jazira         | 30 | 18 | 9  | 3 | 6  | 33 | 28 | +5  |
| 5    | Al-Baqa'a         | 26 | 18 | 7  | 5 | 6  | 23 | 23 | 0   |
| 6    | Al-Arabi Irbid    | 18 | 18 | 4  | 6 | 8  | 16 | 26 | -10 |
| 7    | Al-Hussein        | 16 | 18 | 5  | 1 | 12 | 13 | 27 | -14 |
| 8    | Ittihad Al-Ramtha | 16 | 18 | 4  | 4 | 10 | 16 | 34 | -18 |
| 9    | Al-Yarmouk        | 14 | 18 | 4  | 2 | 12 | 13 | 31 | -18 |
| 10   | Shabab Al-Hussein | 10 | 18 | 3  | 1 | 14 | 15 | 36 | -21 |

Legenda:

      Campione di Giordania e ammessa alla Coppa dell'AFC 2010
      Ammessa alla Coppa dell'AFC 2010
      Retrocesse in seconda divisione
Note:

Tre punti a vittoria, uno a pareggio, zero a sconfitta.